# Bajkał (napój)
Bajkał (ros. Байкал) – bezalkoholowy napój gazowany ze Związku Radzieckiego.
Formuła napoju została opracowana w 1969 roku przez Wszechzwiązkowy Instytut Naukowo-Badawczy Piwa i Przemysłu Bezalkoholowego w Moskwie jako odpowiedź na niedostępną w Związku Radzieckim Coca-Colę. W 1973 roku do Związku Radzieckiego weszła Pepsi-Cola, jednocześnie zmianie uległa formuła napoju, przez co rok 1973 jest uważany za początek napoju Bajkał. W 1980 roku napój był oficjalnym napojem Igrzysk XXII Olimpiady w Moskwie. Po rozpadzie Związku Radzieckiego produkcja napoju jest kontynuowana w Rosji. Napój w Związku Radzieckim cieszył się dużą popularnością, która trwa do dzisiaj.
Prawa do receptury i nazwy napoju posiada Wszechrosyjski Instytut Naukowo-Badawczy Browarnictwa, Przemysłu Bezalkoholowego i Winiarskiego w Moskwie. Instytut ten udzielił wyłącznej licencji dla przedsiębiorstwa PK „Akwalajf” Sp. z o.o. (wcześniej pod innymi nazwami) w Czernogołowce, które wytwarza napój do dzisiaj według receptury z lat 70. Firma posiada wyłączność na produkcję i sprzedaż napoju Bajkał w Rosji i 30 innych krajach. Napój jest eksportowany m.in. do Polski, Niemiec, Zjednoczonego Królestwa, Portugalii, Hiszpanii, Włoch, Francji i Gruzji.
Aromatyzowany napój Retro Bajkał (Retro Baikal) jest produkowany także na Litwie przez Browar Wileński ZSA (UAB „Vilniaus alus”), oraz przez innych wytwórców.
Wartość odżywcza w 100 g/ml:
- wartość energetyczna: 140 KJ / 40 kcal,
- tłuszcz: 0 g,
  - w tym kwasy tłuszczowe nasycone: 0 g,
- węglowodany: 10 g,
  - w tym cukry: 10 g,
- białko: 0 g,
- sól: 0 g

Data przydatności wynosi 1 rok od daty wytworzenia. Napój po otwarciu należy przechowywać w lodówce i spożyć w ciągu 3 dni.

## Oryginalna receptura
| Receptura rok 1969: Woda, cukier biały, kwas cytrynowy (regulator kwasowości), substancje aromatyczne pochodzenia naturalnego: - aromat ziołowy, zawiera ekstrakty z: szałwii, piołunu, arcydzięgla, goryczki, kardamonu. - olejek chmielowy - olejek eukaliptusowy - olejek laurowy - naturalny aromat jabłkowy - ekstrakt z kwiatów bzu czarnego - ekstrakt z korzenia lukrecji | Receptura napoju Bajkał z 1973 roku Woda, cukier, kwas cytrynowy, dwutlenek węgla oraz oryginalna kompozycja naturalnych olejków i ekstraktów roślinnych: - ekstrakt z dziurawca lub korzenia lukrecji - ekstrakt z eleuterokoka lub szczodraka - olejek eukaliptusowy - olejek cytrynowy - olejek laurowy - olejek jodłowy lub octan izobornylu |

## Źródła
- Instrukcja technologiczna do produkcji koncentratu dla napoju «Bajkał» ТI 18-6-26-85, Zarząd Ministerstwa Przemysłu Spożywczego ZSRR, 1985